# エキュ

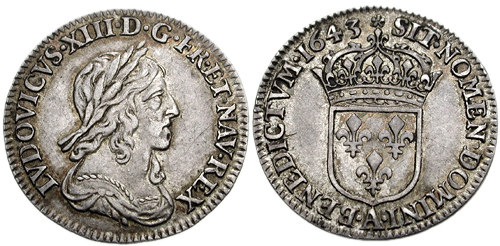
ルイ13世時代の1643年の刻印があるエキュ硬貨

エキュ (écu) は、フランスの数種類のコインの名。
エキュとは盾という意味で、紋章の盾がデザインされていることに由来する。なお、同じ由来を持つ通貨名称には、スクード、エスクードがある。
最初のエキュは、ルイ9世の時代の1266年に発行された金貨である。のちの時代には銀貨が発行された。金貨のエキュをエキュ・ドール (écu d'or)、銀貨のエキュをエキュ・ダルジャン (écu d'argent) と呼ぶ。
ルイ13世時代の1640年、最初3リーヴル・トゥルヌワ（Tournois ポンド）の価値を持つ大型銀貨が発行され、1690年～1725年の変動期間を経て、1726年に新しいエキュが発行され、6リーブル・トゥルヌワの価値に最終的に固定された。
フランス革命によりエキュは姿を消したが、19世紀の間は、5フラン銀貨がエキュと呼ばれた。

## ECUとの関係
ユーロに先立ち、ヨーロッパ共同体 (EC)・欧州連合 (EU) で使われていたバスケット通貨であるヨーロッパ通貨単位 (European Currency Unit)は、略してECU（エキュ、エキュー） と呼ばれ、当初は通貨統合後の欧州統一通貨もまたECUと仮称されていた。しかし、フランスの硬貨名である「エキュ」と酷似した名称にドイツが難色を示したため、1995年マドリードでのEU首脳会議で、ユーロとすることが決定された。